# Christabelle Borg
Christabelle Borg (Mġarr, Malta, 28 de abril de 1992), conocida simplemente como Christabelle, es una cantante, compositora y presentadora de televisión maltesa que representó a Malta en el Festival de la Canción de Eurovisión 2018 con el tema «Taboo».

## Biografía
Borg nació en 1992 en Malta. Estudió música en la Universidad Mount St. Mary's, graduándose en 2014. Más tarde, empezó a estudiar Contabilidad en la Universidad de Malta.

## Carrera
Borg empezó su carrera siendo una adolescente, presentando los programas de televisión malteses Teen Trouble y Teen Traffic. En 2014, Borg participó en la selección de su país para el Festival de la Canción de Eurovisión 2014 con la canción «Lovetricity», acabando en la octava plaza en la final. Volvió a la selección en 2015 con la canción «Rush», y en 2016 con «Kingdom», obteniendo las segunda y cuarta plaza, respectivamente. En 2018, tomó parte por cuarta vez en la selección con el tema «Taboo», ganándola. Por consiguiente, obtuvo el derecho de representar a Malta en el Festival de la Canción de Eurovisión 2018. Sin embargo, no consiguió llegar a la final.

## Discografía

### Sencillos
| Título                 | Año  | Álbum |
| ---------------------- | ---- | ----- |
| «I Wanna Know»         | 2009 |       |
| «Flame»                | 2009 |       |
| «Naturally»            | 2009 |       |
| «Everytime I Bleed»    | 2009 |       |
| «Everything About You» | 2011 |       |
| «Say»                  | 2012 |       |
| «Fall for You»         | 2013 |       |
| «Bay Kids Song»        | 2013 |       |
| «Lovetricity»          | 2014 |       |
| «Rush»                 | 2015 |       |
| «Kingdom»              | 2016 |       |
| «Taboo»                | 2018 |       |